# Krwawa niedziela w Inowrocławiu
„Krwawa niedziela” w Inowrocławiu – masakra więźniów z zakładu karnego w Inowrocławiu, dokonana przez Niemców w nocy z 22 na 23 października 1939 r. Z ręki pijanego landrata Ottona Christiana von Hirschfelda i jego kompanów zginęło wówczas 56 Polaków. Informacje o samosądzie po kilku dniach przedostały się na Zachód i zostały wykorzystane przez aliancką propagandę, co zmusiło niemieckie władze do ukarania przynajmniej części sprawców.

## Początki niemieckiej okupacji Inowrocławia
Inowrocław został zajęty przez oddziały Wehrmachtu 8 września 1939 r. 27 września na czele okupacyjnej administracji w mieście stanął przysłany z Rzeszy 30-letni komisaryczny landrat, Otto Christian von Hirschfeld – przed wojną Sturmbannführer SA.
W Inowrocławiu i jego okolicach niezwłocznie rozpoczęły się aresztowania Polaków, których ofiarą padali głównie przedstawiciele lokalnych elit politycznych, gospodarczych i intelektualnych. Zatrzymanych umieszczano przede wszystkim w inowrocławskim więzieniu, znajdującym się przy ulicy Pakoskiej (obecnie Narutowicza). Od końca września miały tam miejsce zbiorowe mordy, a od około 10 października dzień w dzień więzienie opuszczały transporty skazanych, których wieziono na egzekucję do Zajezierza w Puszczy Bydgoskiej bądź w okolice wsi Rożniaty nad Notecią. Udokumentowane źródłowo wywózki z października i listopada 1939 r. objęły łącznie około 600 osób. Landrat Hirschfeld brał aktywny udział w ustalaniu listy Polaków przeznaczonych na rozstrzelanie, jak również w samych egzekucjach.
Na tydzień przed „krwawą niedzielą” przywódca pomorskiego Selbstschutzu, Ludolf von Alvensleben, przekazał Hirschfeldowi listę zawierającą nazwiska 65 skazanych na śmierć Polaków, których przetrzymywano w inowrocławskim więzieniu. Niemcy planowali, iż policja bezpieczeństwa dokona ich egzekucji 24 października 1939 r.

## Libacja w Palczynie
W niedzielę 22 października, na dwa dni przed zaplanowaną egzekucją, landrat Hirschfeld udał się na polowanie wraz Hansem Ulrichem Jahnzem – właścicielem majątku ziemskiego w pobliskim Palczynie, a zarazem członkiem SS w randze Rottenführera. Po zakończonym polowaniu obaj udali się do domu Jahnza, gdzie rozpoczęli alkoholową libację.
W trakcie biesiady Hirschfeld oświadczył: „no, teraz pojedziemy strzelać Polaków”. Przed północą wraz z Jahnzem udali się do gmachu starostwa w Inowrocławiu, skąd zabrali ze sobą listę zawierającą nazwiska 90 Polaków przebywających w więzieniu inowrocławskim – w tym owych 65 wskazanych do egzekucji przez Alvenslebena.

## Masakra w więzieniu
Pijani Hirschfeld i Jahnz pojawili się w więzieniu około godziny 0:30. Na samym początku pobili dozorcę – Polaka Witkowskiego – i jego rodzinę. Następnie Hirschfeld nakazał po kolei według listy wyprowadzić więźniów. Niemieccy dozorcy wyciągali aresztowanych z cel, po czym kazali im schodzić po żelaznych schodach na parter.

„Kazano nam stać w drzwiach cel otwartych, twarzą zwróconą w ich ciemne wnętrze. Wywoływano nazwiska, sprowadzano więźniów na parter do holu-areny, wszystko w pośpiechu, wśród gradu przekleństw i kopnięć. Na dole rozpoczęły się przesłuchy: Jak się nazywasz, ty psie? Nim padła odpowiedź, waliło się ciało głuchym łoskotem na posadzkę, uderzone kolbą lub rękojeścią rewolweru w szczękę i ogłuszone”.

Na parterze więźniowie musieli się ustawić w rzędzie. Hirschfeld każdego z osobna oglądał dokładnie, komenderując: „wachmistrz rozstrzelać” lub „odprowadzić”. Następnie dozorcy odprowadzali aresztowanych na tylne podwórze i tam ich rozstrzeliwali. Podwórze nie było oświetlone, wobec czego posługiwano się latarkami kieszonkowymi dla oświetlenia terenu. Część egzekucji Hirschfeld i Jahnz przeprowadzili osobiście. Jedną z ofiar, działacza związkowego Stanisława Kiełbasiewicza, Jahnz wpierw oskalpował scyzorykiem.
Tempo, w którym Hirschfeld prowadził rozstrzeliwania, było tak szybkie, że dozorca Berndt nie nadążał ze skreślaniem nazwisk w księdze. Również Jahnz nie mógł nadążyć z listą. Kiedy zwrócono na to uwagę landrata, ten oświadczył, że: „to jest wszystko jedno, nie chodzi o jednego mniej lub więcej Polaka”. Naoczny świadek, mecenas Zdzisław Cerkaski, wspominał, że następnego poranka dozorcy musieli sprawdzać w celach, kto przeżył.
Łącznie zginęło tej nocy 56 przetrzymywanych w inowrocławskim więzieniu Polaków, wśród których znaleźli się między innymi: przedwojenny prezydent Inowrocławia – Apolinary Jankowski, jego zastępca – Władysław Juengst, wójt gminy Inowrocław-Zachód – Mieczysław Eckert oraz liczni nauczyciele, ziemianie, zasłużeni społecznicy, działacze polskich organizacji politycznych, gospodarczych i kulturalnych. Wśród rozstrzelanych znalazło się 20 osób, które nie figurowały na liście zatwierdzonej przez Alvenslebena. Ciała pomordowanych zakopano w rowach przeciwlotniczych tuż za więzieniem.
W tym samym czasie pijany Hirschfeld wypuścił na wolność 34 więźniów, spośród których część wcześniej wychłostano (otrzymali od 15 do 50 razów). Wśród zwolnionych były nawet trzy nauczycielki, których nazwiska widniały na liście egzekucyjnej Alvenslebena.

## Rozprawa przed niemieckim Sądem Specjalnym
Niemcom nie udało się zachować masakry w tajemnicy. Wiedza o „krwawej nocy” przedostała się po kilku dniach na Zachód dzięki komunikatowi, jaki uczniowie i nauczyciele gimnazjum im. Jana Kasprowicza wysłali w świat za pomocą tajnej radiostacji krótkofalowej. Za Radiem Strasburg komunikat powtarzały inne francuskie i brytyjskie rozgłośnie, a w wystąpieniu na forum Izby Gmin wspomniał o masakrze sam Winston Churchill.
Międzynarodowy rozgłos nadany tragicznym wydarzeniom w Inowrocławiu, jak również całkowicie samowolny charakter tej masakry, zmusiły nazistowskie władze do osądzenia Hirschfelda i Jahnza. Wcześniej gauleiter Kraju Warty Arthur Greiser starał się jednak nie dopuścić do rozprawy sądowej, a w stosunku do obu oskarżonych zastosować co najwyżej postępowanie dyscyplinarne.
Ostatecznie wyrokiem nazistowskiego Sądu Specjalnego w Poznaniu z 23 lipca 1940 r. Hirschfeld został uznany winnym i skazany na 15 lat ciężkiego więzienia. W uzasadnieniu wyroku nazistowscy sędziowie stwierdzili, iż Hirschfeld: „[…] nieprzyjacielskiej zagranicy dał sposobność do nagonki na naród niemiecki, na którą zagranica tylko czekała”, a wyrok śmierci na więzionych w Inowrocławiu Polakach „[…] wykonał urzędnik niewłaściwy przedwcześnie, samowolnie i bezprawnie”. Jako okoliczność łagodzącą uznano natomiast, iż oskarżony „[…] nie zabijał bez wyroku ludzi z powodu instynktów zbrodniczych, lecz z powodu zrozumiałego rozgoryczenia na Polaków za ich niezliczone czyny terroru”.
Ten sam sąd uniewinnił Hansa Ulricha Jahnza, uznając, iż wykonywał on jedynie rozkazy swego przełożonego. Pominięto przy tym zeznania świadków wskazujące, że Jahnz wykazywał znaczną inwencję i samodzielność w całej tej zbrodniczej akcji.

## Po wojnie
19 października 1945 r., już po zakończeniu działań wojennych, dokonano ekshumacji ciał ofiar „krwawej niedzieli”. Do odkopywania szczątków ofiar zmuszono przetrzymywanych w inowrocławskim więzieniu volksdeutschów. Udało się zidentyfikować zaledwie 29 zwłok. Dwa dni później, z udziałem tłumnie zgromadzonej ludności, odbył się uroczysty pogrzeb ofiar. Uroczystości rozpoczęły się na miejskim Rynku, później w manifestacyjnej procesji trumny przeniesiono na cmentarz parafii pw. Zwiastowania NMP w Inowrocławiu i złożono w wydzielonej kwaterze. Na murze więzienia umieszczono pamiątkową tablicę.
Otto Christian von Hirschfeld zmarł w niejasnych okolicznościach . Hans Ulrich Jahnz niemal do końca wojny mieszkał w swym majątku w Palczynie, będąc postrachem polskiej ludności. W 1945 r. został schwytany i rozstrzelany przez żołnierzy Armii Czerwonej.